# 田原重綱
田原 重綱（たはら しげつな）は、戦国時代から安土桃山時代にかけての武将。通称は与右衛門。織田信雄の家臣。

## 略歴
田原元綱の子として生まれる。田原氏は伊勢赤堀氏の一族で、浜田城に拠って北畠家に仕えた。
天正4年（1576年）、滝川一益の攻撃を受けて父の元綱は討死するが、重綱は美濃国に逃れ、後に織田信雄の家臣となった。
天正12年（1584年）、小牧・長久手の戦いに参加し、加賀野井城で討死した。